# 拉皮德里角
拉皮德里角（英語：Lapidary Point），是南極洲的海岬，位於南設得蘭群島的喬治王島，是羅奇灣的西南面入口處，在1978年由英國南極名稱諮詢委員會命名，現時由南極條約體系管理。